# Rakvere staadion
Rakvere staadion – wielofunkcyjny stadion w Rakvere, w Estonii. Został otwarty 29 maja 1930 roku. Może pomieścić 2500 widzów. Swoje spotkania rozgrywają na nim piłkarze klubu Rakvere JK Tarvas. Stadion był jedną z aren Mistrzostw Europy U-19 2012. Rozegrano na nim trzy spotkania fazy grupowej turnieju.